# 会費
| ウィキペディアには「会費」という見出しの百科事典記事はありません（タイトルに「会費」を含むページの一覧/「会費」で始まるページの一覧）。 代わりにウィクショナリーのページ「会費」が役に立つかもしれません。 |